# Oberottmarshausen
Oberottmarshausen – miejscowość i gmina w Niemczech, w kraju związkowym Bawaria, w rejencji Szwabia, w regionie Augsburg, w powiecie Augsburg, wchodzi w skład wspólnoty administracyjnej Großaitingen. Leży około 15 km na południe od Augsburga, przy drodze B17 i linii kolejowej Kaufering - Bobingen.

## Polityka
Wójtem gminy jest Gerhard Mößner, rada gminy składa się z 12 osób.
|      | CSU/UW | FW | Razem |
| 2008 | 8      | 4  | 12    |
| 2002 | 6      | 6  | 12    |